# Cabanossi

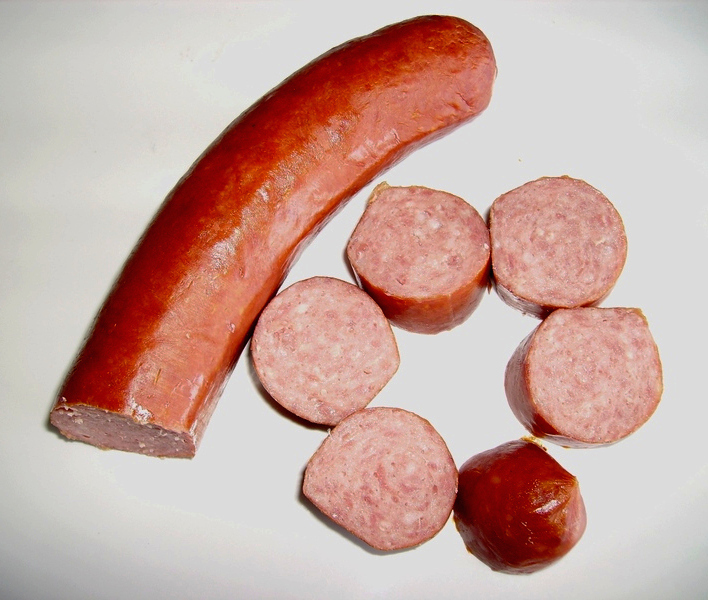
In stukken gesneden cabanossi

Cabanossi  is een soort droge worst, vergelijkbaar met een milde salami. Het is gemaakt van varkensvlees en rundvlees, licht gekruid en vervolgens gerookt. Traditioneel komt het in de vorm van een lange, dunne worst van ongeveer 30 cm lang, en 2 cm in diameter. Er bestaan enkele variaties, zoals kip en eendencabanossi. Variaties gemaakt van kalkoen zijn goed vertegenwoordigd als product in kasjroet (vlees)supermarkten en delicatessenzaken.
Het wordt gebruikelijk in stukken of kleine partjes gesneden en koud gegeten als voorgerecht of snack, en vaak geserveerd met blokjes kaas en crackers. Gesneden cabanossi is tevens een populaire pizzatopping.